# شوجر دادي (فلم)
شوجر دادي: فيلمٌ مصريٌ، عرض في 24 مايو 2023م، من بطولة: ليلى علوي وبيومي فؤاد. احتل الفيلم المرتبة الأولى لعدة أسابيع في المملكة العربية السعودية، وباع أكثر من 507 ألف تذكرة، وحقق إيرادات تجاوزت 29,123,095 مليون ريال سعودي (8 مليون دولار) خلال تسعة أسابيع.وحقق أكثر من 868,785 دولار (26 مليون جنيه مصري) في الإمارات العربية المتحدة. لكنه إيراداته في مصر لم تتجاوز 7 ملايين جنيه (نحو 226 ألف دولار).
ويعد شوقر دادي هو التعاون الثاني لبيومي فؤاد وليلى علوي بعد فيلم ماما حامل، الذي أُنتج عام 2021، وحقق أكثر من 5.9 مليون دولار أمريكي في المملكة العربية السعودية.

## قصة الفيلم
رجل في منتصف العمر (بيومي فؤاد)، يقوم بإبلاغ أبنائه (حمدي الميرغني، ومصطفى غريب) برغبته الزواج من امرأة أخرى. ترفض زوجته (ليلى علوى) هذا الزواج، وتحاول إثناءه عن ذلك.
وكلمة شوجر دادي (Sugar Daddy) هي كلمة إنجليزية، وتعني المُتصابي، أو الرجل الكبير الذي ينفق أمواله على خليلة أو معشوقة، وهو ما يتفق مع قصة الفيلم الذي يتحدث عن رجل كبير في سن يقيم علاقة مع راقصة.

## إنتاج الفيلم
هذا الفيلم هو التعاون الثاني لبيومي فؤاد، وليلى علوي بعد فيلم ماما حامل، الذي أُنتج عام 2021. كما أن الفيلم هو أول تجربة تمثيل حقيقية للراقصة جوهرة، وشهد عودة للممثل تامر هجرس للسينما بعد غياب دام خمس سنوات، وظهوراً شرفياً للمطرب هشام عباس الذي غني أغنية في الفيلم.

## فريق العمل
- ليلى علوي: أمنية
- بيومي فؤاد: شوقي
- حمدي الميرغني:محيي
- مصطفى غريب: حسام
- تامر هجرس: زياد
- مي الغيطي: توتي
- فرح الزاهد: نيرمين
- محمد محمود: ممتاز
- جوهرة: كاتي
- مروان يونس: تامر
- محمد قلبظ :وليد
- شيماء الشريف: ماهيناد

## وصلات خارجية
- مقالات تستعمل روابط فنية بلا صلة مع ويكي بيانات